# Charles Renard

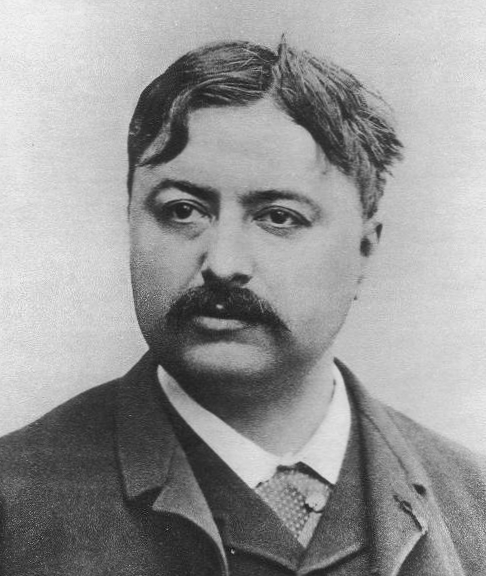
Charles Renard

Charles Renard (Damblain, Vosges, 1847 – Meudon, 1905) was een Franse militaire ingenieur die zich na de Frans-Duitse Oorlog van 1870-71 bezighield met het ontwerp van luchtschepen bij het Franse leger op de luchtvaart-afdeling.
Samen met Arthur C. Krebs en zijn broer Paul bouwde hij in 1884 de bestuurbare oorlogsballon La France, die haar eerste vlucht maakte in 1884, de La France werd in 1889 gepresenteerd op de Parijse Exposition Universelle.
Aan het begin van de 20e eeuw raakte hij geïnteresseerd in vliegtuigen. In 1908 organiseerde hij een wedstrijd voor vliegtuigontwerpen die werd gewonnen door Louis Paulhan.
Hij stelde ook een inmiddels veel gebruikt systeem voor van voorkeurgetallen dat later naar hem werd vernoemd, het systeem werd later opgenomen in de internationale norm ISO-3. Het hielp het Franse leger het aantal verschillende ballontouwen in de voorraad te verminderen van 425 tot 17.

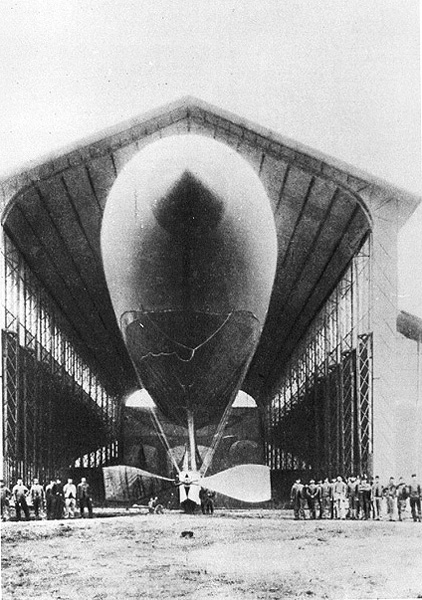
De 1884 La France